# رودی سنتینی
رودی سنتینی (انگلیسی: Rudy Saintini؛ زادهٔ ۲ مهٔ ۱۹۸۷) بازیکن فوتبال اهل فرانسه است.
از باشگاه‌هایی که در آن بازی کرده‌است می‌توان به باشگاه فوتبال اوستنده اشاره کرد.